# Speocera jucunda
Speocera jucunda là một loài nhện trong họ Ochyroceratidae. Loài này phân bố ở Brasil.